# Заря (Киевская область)
Заря (укр. Зоря) — село, входит в Великодымерскую поселковую общину Броварского района Киевской области Украины. До 2020 года входило в состав Гоголевского сельского совета.
Село известно с 1148 года. Прежнее название — Войтов.
Население по переписи 2001 года составляло 271 человек. Занимает площадь 0,95 км².

## История
В 1946 г. указом ПВС УССР хутор Войтов переименован в Зарю

## Местный совет
07400, Киевская обл., Броварский р-н, с. Гоголев, ул. Киевская, 160